# Marie-Kristine Vanbockestal
Marie-Kristine Vanbockestal (24 maart 1957) is de voormalig administrateur-generaal van Forem, de arbeidsbemiddelingsdienst van het Waals Gewest. Van opleiding is zij licentiaat in de Germaanse filologie, Nederlands en Engels aangevuld met een aggregaat voor het secundair onderwijs.

## PS
Na enkele jaren dienst op Forem was zij vooral actief op de kabinetten van een aantal PS-ministers. Zij was op post bij de ministers Michel Daerden, Marie Arena, Philippe Courard, Jean-Claude Marcourt, Marc Tarabella en ten slotte terug bij Jean-Claude Marcourt bij wie ze kabinetschef was.
Sinds 2011 heeft zij als administrateur-generaal de leiding van Forem, de tegenhanger van de VDAB in het Vlaams Gewest.